# Johan Arvid Vallin

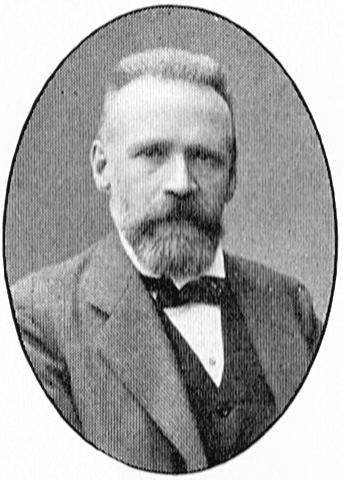
Johan Arvid Vallin.

Johan Arvid Vallin, född 27 december 1857 i Stockholm, död 14 oktober 1930 i Matteus församling, Stockholm, var en svensk arkitekt och byggmästare.

## Biografi
Efter studier vid Slöjdskolan i Stockholm 1871–1879 och efter att ha praktiserat hos flera byggmästare började han egen verksamhet 1882. År 1898 blev han medlem i Stockholms Byggmästareförening. Bland hans större byggnadsarbeten kan nämnas om- och tillbyggnaderna av Centralposten, postens verkstäder vid Ragvaldsgatan 14 och ett flertal postkontor 1925–1926. Han ritade omkring 30 bostadshus i Stockholm och Bageriidkarnas jästfabrik i Sickla. Vallin är begravd på Norra begravningsplatsen utanför Stockholm.

## Verk i urval
- Jasminen 9, Dalagatan 25, 1882
- Jasminen 10, Dalagatan 25, 1882

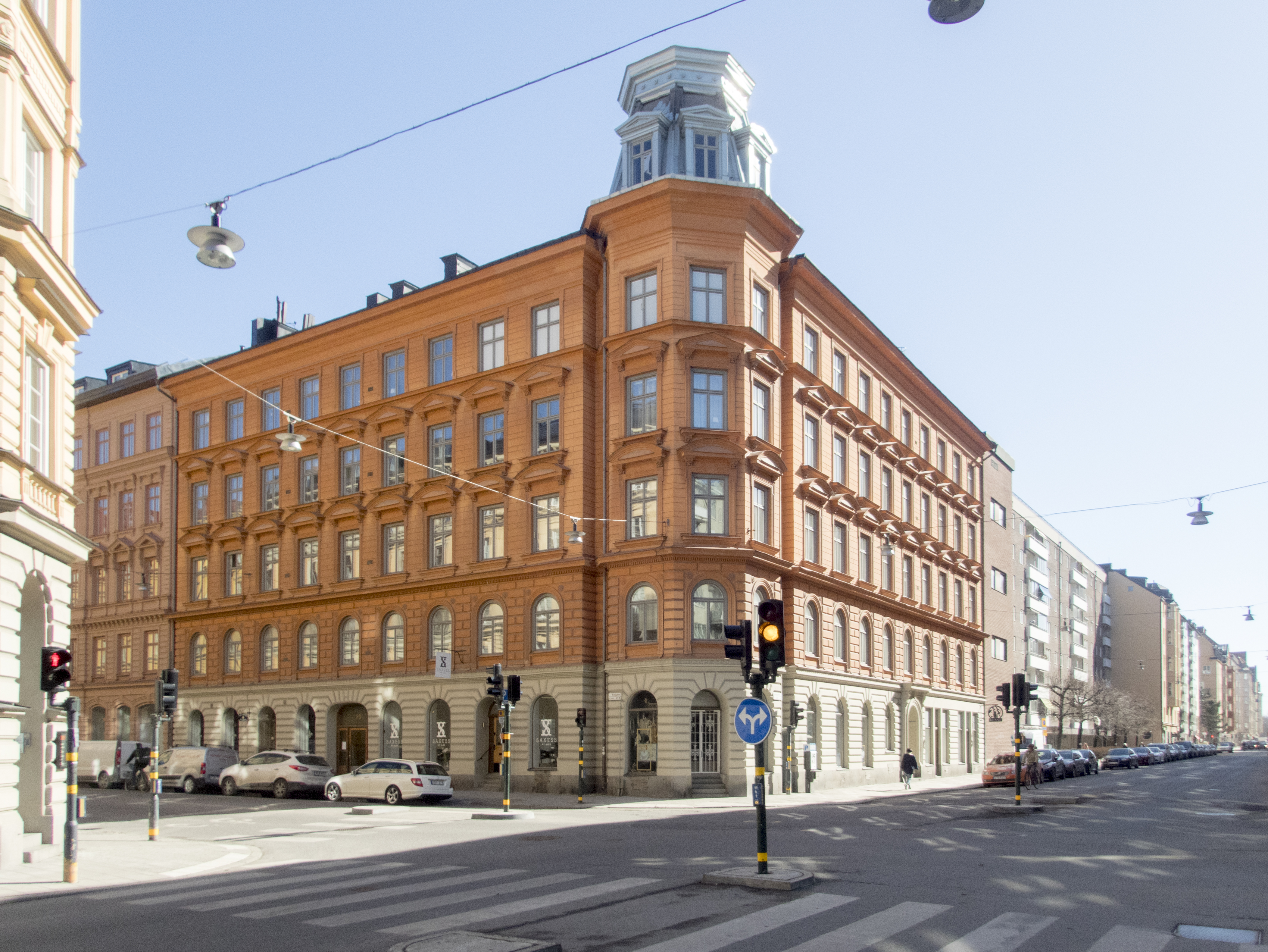
Väduren 7

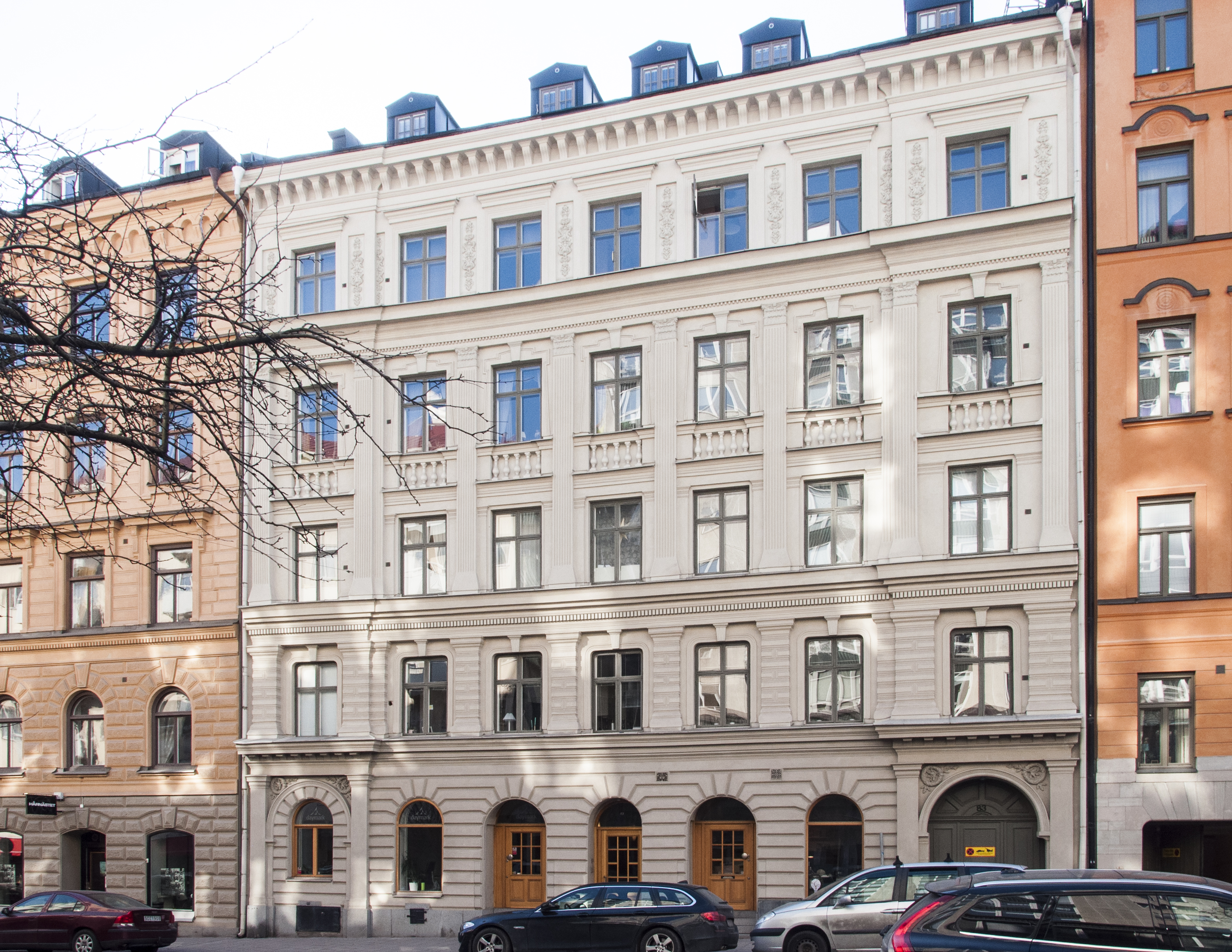
Killingen 20

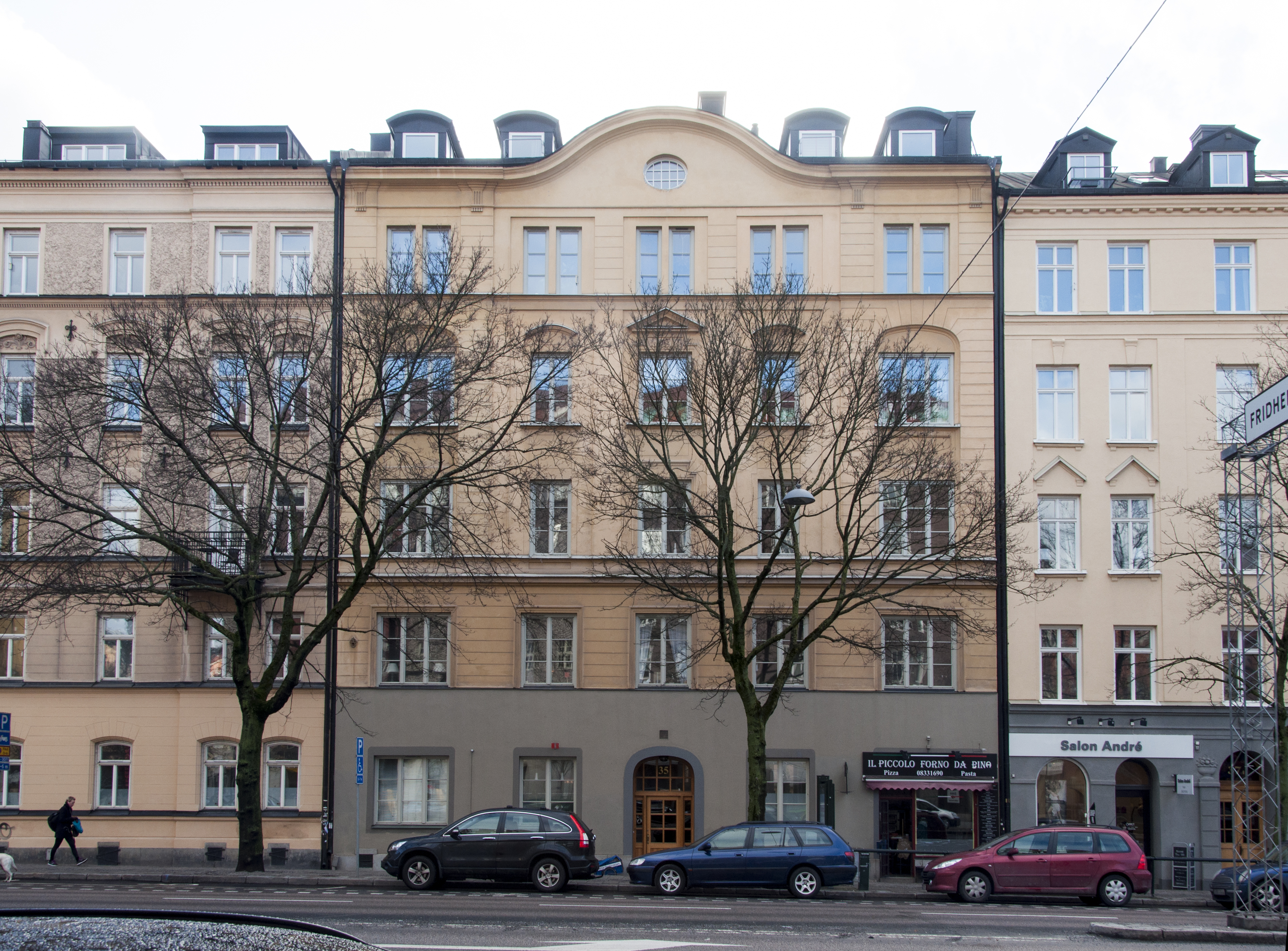
Kamelian 15

- Väduren 7, Roslagsgatan 33, 1883–1884
- Killingen 20, Döbelnsgatan 83, 1884–1885
- Kurland 13, Tegnergatan 39, 1886–1887
- Tegelslagaren 13, Bondegatan 21A, 1889
- Dagakarlen 20, Kocksgatan 20, 1889–1890
- Dagakarlen 21, Kocksgatan 22, 1889–1890
- Sergeanten 3, Riddargatan 68, 1892
- Adlern Mindre 26, Vegagatan 6, 1896–1897
- Vårdtornet 12, Flemminggatan 59, 1897–1898
- Rosen 10, Sigtunagatan 14, 1897–1902
- Rosen 5, Sigtunagatan 4, 1898–1902
- Rosen 6, Sigtunagatan 6, 1898–1901
- Kamelian 21, Sigtunagatan 11, 1898–1901
- Kamelian 25, Stigtunagatan 3, 1898–1900
- Kamelian 27, Stigtunagatan 15-17, 1898–1907
- Fiskaren större 19, Svartengatan 19, 1898–1900
- Vårdtornet 3, Parkgatan 4, 1898–1899
- Vårdtornet 4, Parkgatan 6, 1898–1899
- Vårdtornet 5, Parkgatan 8, 1898–1899
- Vårdtornet 6, Parkgatan 10, 1899–1900
- Vårdtornet 7, Parkgatan 12, 1899–1900
- Kamelian 15, Karlbergsvägen 35, 1900–1903
- Stenbrottet 9, Parkgatan 16-20, 1901–1902
- Kättingen 25, Fridhemsgatan 64, 1903–1905
- Kättingen 26, Fridhemsgatan 66, 1903–1905
- Heimdall 19, Upplagsgatan 74, 1904–1905
- Kejsarkronan 14, Vidargatan 3, 1906–1908